# Silnik przeglądarki internetowej
Silnik przeglądarki internetowej (ang. layout engine lub rendering engine) – silnik wyświetlania (tzw. renderowania) stron internetowych wykorzystywany głównie przez przeglądarki internetowe. Jest oprogramowaniem odpowiadającym za przetwarzanie zawartości stron internetowych (kod HTML, XHTML, grafika, skrypty) oraz ich elementów formatujących (arkusze CSS i XSL), a następnie renderowanie rezultatu.
Termin „silnik przeglądarki internetowej” stał się szczególnie popularny z chwilą opublikowania przez Mozilla Foundation silnika Gecko jako komponentu, dostępnego niezależnie od przeglądarki.
Poszczególne silniki renderujące różnią się od siebie, co może doprowadzić do sytuacji, w której jedna strona wygląda inaczej w różnych przeglądarkach.

## Graficzne
- Blink – używany przez m.in. Chromium 28+, Google Chrome 28+, Opera 15+, Microsoft Edge 79+, Vivaldi
- Boxely – używany przez aplikacje AOL[1][2]
- Gecko – używany przez m.in. Firefox, SeaMonkey, Waterfox, K-Meleon
- Goanna(inne języki) – używany przez Pale Moon 26+
- GtkHTML[3][4] – używany przez Novell Evolution i inne programy GTK+
- Gzilla – używany przez Gzilla[5] i Dillo[6]
- HTMLayout – komponent Windows i Windows Mobile[7]
- iCab – używany dawniej przez iCab
- KHTML – używany przez Konqueror
- NetSurf – używany przez NetSurf
- Robin – używany przez The Bat!
- Tasman – używany przez Internet Explorer w wersji dla komputerów Mac, Microsoft Office 2004 for Mac i Microsoft Office 2008 for Mac
- Trident – używany przez Internet Explorer i niektóre odtwarzacze multimedialne
- WebKit – używany przez m.in. Safari, Midori, rekonq, OmniWeb, Google Chrome do wersji 27.

## Tekstowe
- libwww – używany przez Lynx
- Links – używany przez Links

## Silniki historyczne
- EdgeHTML – używany przez Microsoft Edge do wersji 44, z zakończonym wsparciem 9 marca 2021[8]
- Elektra – używany przez Operę w wersjach 4-6
- Mariner(inne języki) – używany przez Netscape Communicator 5
- Presto – używany przez Operę w wersjach 7-12, używany również przez Macromedia Dreamweaver MX and MX 2004 (Mac) i Adobe Creative Suite 2